# Anthony Spero
Anthony "Viejo" 'Spero' (18 de febrero de 1929 - 29 de septiembre de 2008) fue un mafioso italoestadounidense que alcanzó el cargo de consigliere y jefe en funciones de la familia criminal Bonanno.

## Biografía
"Spero era un hombre corpulento, de pelo oscuro, tez morena y de aspecto rudo", escribió Philip Carlo. "Era justo, inteligente y muy versado en las costumbres de la calle". 
Según el testimonio del jefe convertido en informador Joe Massino, Anthony Spero fue introducido en la familia criminal Bonanno por Carmine Galante el 14 de junio de 1977. La ceremonia se celebró en un bar de Queens, y entre los inducidos estaban Massino, Joseph Chilli, Jr, Peter Monteleone y varios hombres más.
Hombre reservado y de perfil bajo, el hobby de Spero era criar palomas de carreras en gallineros en la azotea de un edificio de Bensonhurst. Para evitar la vigilancia electrónica de las fuerzas de seguridad, Spero a veces celebraba reuniones de la banda en la misma azotea. Spero estaba casado y tenía dos hijas, Jill y Diana, y era propietario de una casa en Staten Island.
Una de las empresas más lucrativas de Spero era la venta de fuegos artificiales robados. Poseía enormes almacenes de fuegos artificiales y ganaba cerca de 5 millones de dólares al año vendiendolos. Cada cuatro de julio, Spero organizaba un espectáculo de fuegos artificiales en Bath Avenue, en Bath Beach, Brooklyn que supuestamente le costaba varios cientos de miles de dólares. Para estas fiestas, Spero también suministraba comida que, según se decía, era suficiente para alimentar a todo Bensonhurst, Brooklyn". Spero era un estrecho colaborador del capo de la familia criminal Colombo Gregory Scarpa y del capo y futuro subjefe de la familia criminal Lucchese Anthony Casso. Tras la muerte de Alphonse Indelicato y la acusación de su hijo Anthony Indelicato, el mafioso Bonanno Thomas Pitera se hizo cercano a Spero. Más tarde, Spero introdujo a Pitera en la familia criminal Bonanno en una ceremonia de iniciación en casa del capo Bonanno Frank Lino.

## Asesinatos
En 1990, Spero ordenó el asesinato de Louis Tuzzio, un socio de los Bonanno que había fracasado en un asesinato de la mafia. Tuzzio, un gángster ambicioso, había ofendido a Spero al exigir convertirse en un made man. En enero de 1990, Tuzzio fue encontrado muerto en su coche en Brooklyn con una herida de bala en la nuca. En 1991, Spero ordenó el asesinato de Vincent Bickelman, un ladrón de Brooklyn. En agosto de 1991, Bickelman había entrado en casa de Jill, la hija de Spero, y le había robado joyas y un abrigo de piel. El 15 de septiembre de 1991, el cuerpo de Bickelman, con seis heridas de bala, fue descubierto cerca de su apartamento en Bath Beach. Bickelman fue presuntamente asesinado por el socio de Bonanno Paul Gulino, un joven y ambicioso mafioso que dirigía la banda de Bath Avenue.
En 1993, Spero ordenó el asesinato de Gulino. En julio de ese año, durante una discusión con Spero en el club social de Bath Beach, Gulino entró en contacto físico con el capo, una violación del protocolo de la Cosa Nostra. Dos semanas más tarde, los padres de Gulino descubrieron que había muerto de un disparo en su cocina.

## Condenas
El 24 de enero de 1994, Spero fue acusado de extorsión y asesinato. La acusación afirmaba que Spero controlaba un negocio que utilizaba la extorsión para colocar máquinas de juego "Joker Poker" en bares, clubes sociales y otros establecimientos de la ciudad. Spero también fue acusado del asesinato en 1991 de Marc Goldberg, un rival en el negocio del juego ilegal. En abril de 1995, Spero fue absuelto del asesinato de Goldberg, pero condenado por extorsión. Fue condenado a dos años de prisión. En 1997, Spero fue puesto en libertad.
El 30 de mayo de 1999, Spero fue procesado por cargos federales de crimen organizado que incluían la usura y los asesinatos de Tuzzio, Bickelman y Gulino en la década de 1990. Spero se declaró inocente de todos los cargos. Spero fue puesto en libertad y confinado en su casa de Staten Island, con una pulsera electrónica en el tobillo. El fiscal federal adjunto James Walden, del Distrito Este de Nueva York, fue el fiscal principal en el caso contra Spero. Durante el juicio, uno de los testigos que declaró contra Spero fue Alphonse D'Arco, antiguo subjefe de la familia criminal Lucchese. D'Arco relató una conversación de 1991 en la que Spero afirmó que los familiares de los informadores de la mafia, incluidos los niños, debían ser asesinados como represalia. El 5 de abril de 2001, Spero fue condenado por los tres asesinatos y otros cargos de chantaje. El 16 de abril de 2002, Spero fue condenado a cadena perpetua. Su abogado solicitó clemencia debido al mal estado de salud de Spero, pero el juez denegó la petición.
El 29 de septiembre de 2008, Spero murió a la edad de 79 años en el Complejo Correccional Federal, Butner (FCC) en Butner, Carolina del Norte. El cuerpo de Spero fue enterrado en el Cementerio de la Resurrección de Staten Island, Nueva York.